# Fiona McIntosh

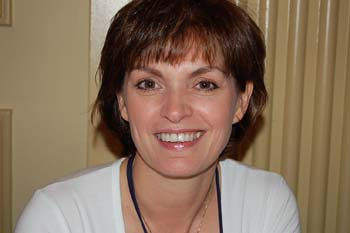
Fiona McIntosh (2006)

Fiona McIntosh (1960, Brighton, Engeland) is een Australische schrijfster van epische fantasy. In 2001 debuteerde ze met Het verraad, het eerste deel in een trilogie voor volwassenen. McIntosh schrijft ook onder het pseudoniem Lauren Crow.
Op haar negentiende reisde McIntosh naar Parijs en later naar Australië, waar ze sindsdien is gebleven. In 2007 publiceerde ze de misdaadroman Bye Bye Baby onder het pseudoniem Lauren Crow, hoewel ze die naam heeft laten vallen na een heruitgave en een vervolg op het boek, Beautiful Death. 